# الکل (دارو)
این مقاله پیرامون کاربرد الکل در پزشکی است. برای اتانول به عنوان یک داروی مخدر روان، مقالهٔ الکل (مخدر) را ببینید. برای دیگر کاربردها، مقالهٔ اتانول را ببینید.
الکل در کاربرد پزشکی به عنوان ضدعفونی‌کننده، گندزدا و پادزهر کاربرد دارد. پیش از ورود سوزن به بدن و جراحی مقداری الکل بر روی پوست مالیده می‌شود تا آن ناحیه از پوست گندزدایی شود. همچنین پرستار و پزشک نیز از الکل برای گندزدایی دستان خود استفاده می‌کنند. از الکل برای ضدعفونی کردن دیگر سطح ها و در دهانشویه‌ها هم استفاده می‌شود. در موارد مسمومیت با متانول و اتیلن گلیکُل، در صورت نبود فومپیزول از اتانول به عنوان دارو استفاده می‌شود.
اعمال الکل بر پوست می‌تواند باعث خارش در پوست شود. همچنین اتانول ماده ای آتشگیر است و باید مراقب سوزاندن پوست در هنگام اعمال آن بود. از جمله الکل‌های کاربردی در پزشکی می‌توان به اتانول، الکل دناتوره، ۱-پروپانول و ایزوپروپیل الکل اشاره کرد. الکل‌ها در برابر گروهی از میکروب‌ها اثرگذارند اما در برابر هاگ‌ها مؤثر نیستند. الکل با غلظت ۶۰ تا ۹۰ درصد بهترین عملکرد را دارد.

## پیشینه
از سال ۱۳۶۳ از الکل به عنوان ضدعفونی‌کننده استفاده می‌شود و از اواخر دههٔ ۱۸۰۰ شواهد تاییدکننده برای این کاربرد پیدا شده‌است. الکل در فهرست داروهای ضروری سازمان جهانی بهداشت جای دارد. فرمول‌های تجاری الکل به عنوان ضدعفونی‌کننده دست و دیگر مواد مانند کلرهگزیدین در دسترس قرار دارد.